# Grand Prix Velké Británie 2025
Grand Prix Velké Británie 2025 (oficiálně Formula 1 Qatar Airways British Grand Prix 2025) se jela na okruhu Silverstone ve Velké Británii dne 6. července 2025. Závod byl dvanáctým v pořadí v sezóně 2025 šampionátu Formule 1.

## Kvalifikace
Kvalifikace se uskutečnila 5. července 2025 v 15:00 místního času (UTC+1).
| Poř.                        | Č. | Jezdec                | Konstruktér                  | Časy v kvalifikaci | Časy v kvalifikaci | Časy v kvalifikaci | Pořadí na startu |
| Poř.                        | Č. | Jezdec                | Konstruktér                  | Q1                 | Q2                 | Q3                 | Pořadí na startu |
| --------------------------- | -- | --------------------- | ---------------------------- | ------------------ | ------------------ | ------------------ | ---------------- |
| 1                           | 1  | Max Verstappen        | Red Bull Racing-Honda RBPT   | 1:25.886           | 1:25.316           | 1:24.892           | 1                |
| 2                           | 81 | Oscar Piastri         | McLaren-Mercedes             | 1:25.963           | 1:25.316           | 1:24.995           | 2                |
| 3                           | 4  | Lando Norris          | McLaren-Mercedes             | 1:26.123           | 1:25.231           | 1:25.010           | 3                |
| 4                           | 63 | George Russell        | Mercedes                     | 1:26.236           | 1:25.637           | 1:25.029           | 4                |
| 5                           | 44 | Lewis Hamilton        | Ferrari                      | 1:26.296           | 1:25.084           | 1:25.095           | 5                |
| 6                           | 16 | Charles Leclerc       | Ferrari                      | 1:26.186           | 1:25.133           | 1:25.121           | 6                |
| 7                           | 12 | Andrea Kimi Antonelli | Mercedes                     | 1:26.265           | 1:25.620           | 1:25.374           | 10               |
| 8                           | 87 | Oliver Bearman        | Haas-Ferrari                 | 1:26.005           | 1:25.534           | 1:25.471           | 18               |
| 9                           | 14 | Fernando Alonso       | Aston Martin Aramco-Mercedes | 1:26.108           | 1:25.593           | 1:25.621           | 7                |
| 10                          | 10 | Pierre Gasly          | Alpine-Renault               | 1:26.328           | 1:25.711           | 1:25.785           | 8                |
| 11                          | 55 | Carlos Sainz Jr.      | Williams-Mercedes            | 1:26.175           | 1:25.746           |                    | 9                |
| 12                          | 22 | Júki Cunoda           | Red Bull Racing-Honda RBPT   | 1:26.275           | 1:25.826           |                    | 11               |
| 13                          | 6  | Isack Hadjar          | Racing Bulls-Honda RBPT      | 1:26.177           | 1:25.864           |                    | 12               |
| 14                          | 23 | Alexander Albon       | Williams-Mercedes            | 1:26.093           | 1:25.889           |                    | 13               |
| 15                          | 31 | Esteban Ocon          | Haas-Ferrari                 | 1:26.136           | 1:25.950           |                    | 14               |
| 16                          | 30 | Liam Lawson           | Racing Bulls-Honda RBPT      | 1:26.440           |                    |                    | 15               |
| 17                          | 5  | Gabriel Bortoleto     | Kick Sauber-Ferrari          | 1:26.446           |                    |                    | 16               |
| 18                          | 18 | Lance Stroll          | Aston Martin Aramco-Mercedes | 1:26.504           |                    |                    | 17               |
| 19                          | 27 | Nico Hülkenberg       | Kick Sauber-Ferrari          | 1:26.574           |                    |                    | 19               |
| 20                          | 43 | Franco Colapinto      | Alpine-Renault               | 1:27.060           |                    |                    | PL               |
| 107 % času vítěze: 1:09.199 |    |                       |                              |                    |                    |                    |                  |
| Zdroj:                      |    |                       |                              |                    |                    |                    |                  |

Poznámky
1. ↑  Andrea Kimi Antonelli obdržel penalizaci 3 míst za nehodu s Maxem Verstappenem v předchozím závodě v Rakousku.
2. ↑  Oliver Bearman obdržel penalizaci 10 míst za poruení pravidel během červených vlajek ve třetím tréninku.
3. ↑  Franco Colapinto se kvalifikoval jako 20., odstartovat ale musel z boxů kvůli nasazení nových částí pohonné jednotky během parc fermé.

## Závod
Závod se uskutečnil 6. července 2025 v 15:00 místního času (UTC+1).
| Poř.   | No. | Jezdec                | Konstruktér                  | Počet kol | Čas/Odstoupení  | Start | Body |
| ------ | --- | --------------------- | ---------------------------- | --------- | --------------- | ----- | ---- |
| 1      | 4   | Lando Norris          | McLaren-Mercedes             | 52        | 1:37:15.735     | 3     | 25   |
| 2      | 81  | Oscar Piastri         | McLaren-Mercedes             | 52        | +6.812          | 2     | 18   |
| 3      | 27  | Nico Hülkenberg       | Kick Sauber-Ferrari          | 52        | +34.742         | 19    | 15   |
| 4      | 44  | Lewis Hamilton        | Ferrari                      | 52        | +39.812         | 5     | 12   |
| 5      | 1   | Max Verstappen        | Red Bull Racing-Honda RBPT   | 52        | +56.781         | 1     | 10   |
| 6      | 10  | Pierre Gasly          | Alpine-Renault               | 52        | +59.857         | 8     | 8    |
| 7      | 18  | Lance Stroll          | Aston Martin Aramco-Mercedes | 52        | +1:00.603       | 17    | 6    |
| 8      | 23  | Alexander Albon       | Williams-Mercedes            | 52        | +1:04.135       | 13    | 4    |
| 9      | 14  | Fernando Alonso       | Aston Martin Aramco-Mercedes | 52        | +1:05.858       | 7     | 2    |
| 10     | 63  | George Russell        | Mercedes                     | 52        | +1:10.674       | 4     | 1    |
| 11     | 87  | Oliver Bearman        | Haas-Ferrari                 | 52        | +1:12.095       | 18    |      |
| 12     | 55  | Carlos Sainz Jr.      | Williams-Mercedes            | 52        | +1:16.592       | 9     |      |
| 13     | 31  | Esteban Ocon          | Haas-Ferrari                 | 52        | +1:17.301       | 14    |      |
| 14     | 16  | Charles Leclerc       | Ferrari                      | 52        | +1:24.477       | 6     |      |
| 15     | 22  | Júki Cunoda           | Red Bull Racing-Honda RBPT   | 51        | +1 kolo         | 11    |      |
| Ret    | 12  | Andrea Kimi Antonelli | Mercedes                     | 23        | Následky nehody | 10    |      |
| Ret    | 6   | Isack Hadjar          | Racing Bulls-Honda RBPT      | 17        | Nehoda          | 12    |      |
| Ret    | 5   | Gabriel Bortoleto     | Kick Sauber-Ferrari          | 3         | Nehoda          | 16    |      |
| Ret    | 30  | Liam Lawson           | Racing Bulls-Honda RBPT      | 0         | Kolize          | 15    |      |
| DNS    | 43  | Franco Colapinto      | Alpine-Renault               | 0         | Převodovka      | —     |      |
| Zdroj: |     |                       |                              |           |                 |       |      |

Poznámky
1. ↑  Franco Colapinto do závodu neodstartoval kvůli problému s převodovkou.

## Průběžné pořadí po závodě
|        | Pořadí | Jezdec          | Body |
| ------ | ------ | --------------- | ---- |
|        | 1      | Oscar Piastri   | 234  |
|        | 2      | Lando Norris    | 226  |
|        | 3      | Max Verstappen  | 165  |
|        | 4      | George Russell  | 147  |
|        | 5      | Charles Leclerc | 119  |
| Zdroj: |        |                 |      |

|        | Pořadí | Konstruktér                | Body |
| ------ | ------ | -------------------------- | ---- |
|        | 1      | McLaren-Mercedes           | 460  |
|        | 2      | Ferrari                    | 222  |
|        | 3      | Mercedes                   | 210  |
|        | 4      | Red Bull Racing-Honda RBPT | 172  |
|        | 5      | Williams-Mercedes          | 59   |
| Zdroj: |        |                            |      |